# Big Bang (Big Bang)
Big Bang è il quarto album studio del gruppo musicale sudcoreano Big Bang, pubblicato il 18 agosto 2009 dalla Universal Music Japan.

## Tracce
1. Intro - 0:53
2. Gara Gara Go! (ガラガラ Go!!) - 3:20
3. Bringing You Love - 3:24
4. My Heaven (Versione giapponese di 천국 (Cheon-guk, Heaven)) - 3:54
5. Stay - 3:40
6. Top of the World - 3:01
7. Follow Me - 3:32
8. Baby Baby (Versione giapponese di 마지막 인사 (Majimak Insa, Last Farewell)) - 3:53
9. Emotion - 3:20
10. Love Club - 3:34
11. Always (Versione giapponese di Always) - 3:55